# Береке (Балхашский район)
Береке (каз. Береке, до 1998 года — 25 лет Целины) — село в Балхашском районе Алматинской области Казахстана. Административный центр Берекенского сельского округа. Код КАТО — 193645100.

## Население
В 1999 году население села составляло 1270 человек (639 мужчин и 631 женщина). По данным переписи 2009 года, в селе проживало 1199 человек (618 мужчин и 581 женщина).